# Het sprookje van Luilekkerland

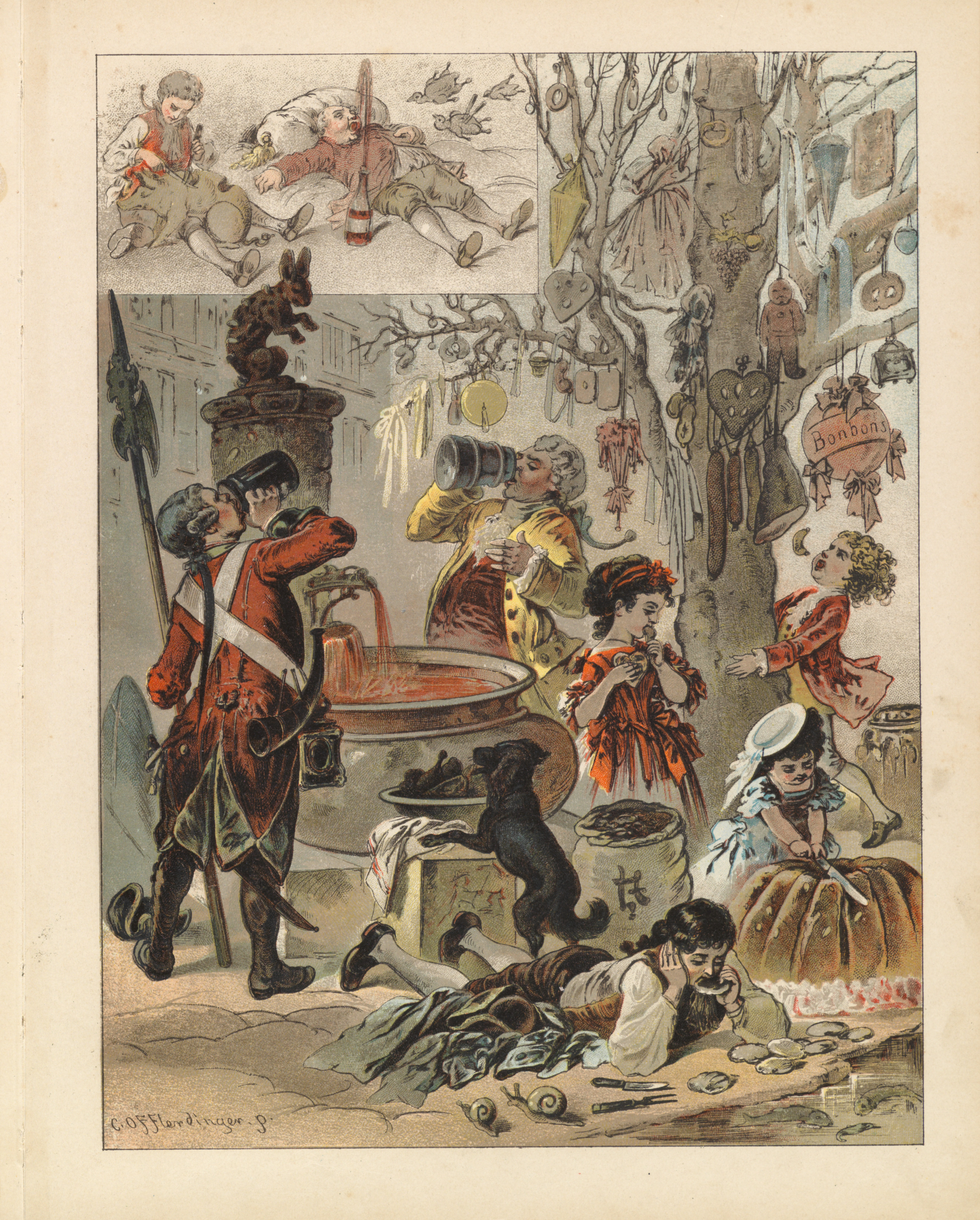
Luilekkerland afgebeeld in het boek Aardige Sprookjes ca. 1890

Het sprookje van Luilekkerland is een sprookje dat is opgetekend door de gebroeders Grimm in Kinder- und Hausmärchen met volgnummer KHM158.
In dit sprookje ligt de nadruk op het onmogelijke, zoals twee duiven die een wolf verscheuren, muggen die een brug bouwen en vissen die lawaai maken. Het is een opsomming van onmogelijke zaken en gebeurtenissen die gebeuren in Luilekkertijd.

## Achtergronden
- Het sprookje is een leugensprookje, zie ook leugenliteratuur.
- Het is gebaseerd op een Duits gedicht uit de dertiende eeuw.
- Vergelijk De dorsvlegel uit de hemel (KHM112), Knoest en zijn drie zonen (KHM138) en Het leugensprookje uit Ditmar (KHM159).
- Zie ook Luilekkerland, rijstebrijberg, De zoete pap en Ole de torenwachter.